# إدغار جاي كوفمان
إدغار جاي كوفمان (بالإنجليزية: Edgar J. Kaufmann)‏ هو رائد أعمال أمريكي، ولد في 1 نوفمبر 1885 في بيتسبرغ في الولايات المتحدة، وتوفي في 15 أبريل 1955.